# Magodendron venefici
Magodendron venefici är en tvåhjärtbladig växtart som först beskrevs av Cyril Tenison White och William Douglas Francis, och fick sitt nu gällande namn av Willem Willen Vink. Magodendron venefici ingår i släktet Magodendron och familjen Sapotaceae.
Artens utbredningsområde är Papua Nya Guinea. Inga underarter finns listade i Catalogue of Life.